# ハイメ・エチェニケ
ハイメ・ヘスス・エチェニケ・サリナス (Jaime Jesús Echenique Salinas , 1997年4月27日 - )は、コロンビア・アトランティコ県バランキージャ出身のバスケットボール選手。ポジションはC。

## 来歴
コロンビア・バランキージャの高校を卒業後、2016年にNBA選手を目指す為に渡米し、テキサス州アセンズのトリニティ・バレー・コミュニティ・カレッジに留学。2年間で平均10得点を記録し、2018年にベイラー大学、シンシナティ大学、ニューメキシコ大学、イリノイ大学などの誘いを受け、最終的にウィチタ州立大学に転校。2019-20シーズンに平均11.3得点7.1リバウンド1.6ブロックショットを記録。同シーズンのAACの2ndチームに選出された。
2020年8月11日、リーガACBのサン・セバスティアン・ギプスコアBCと契約。9月19日のレアル・マドリード・バロンセスト戦でプロデビュー。2020-21シーズンはリーガACBで18試合に出場し、平均12.7得点4.6リバウンドを記録した。
2021年のNBAサマーリーグに、ワシントン・ウィザーズの一員として参加し、7.5得点2.5リバウンドを記録。8月23日にトレーニングキャンプに関する契約を締結。しかし、開幕ロースター入りはならず、10月16日に解雇。26日にウィザーズ傘下のキャピタルシティ・ゴーゴーと契約した。Gリーグで12.4得点9.4リバウンドを記録したところで、NBA全体に襲ったオミクロン株感染拡大によるクラスター発生で、ウィザーズも人員不足に陥った関係で、12月30日にウィザーズに10日間契約で加入。同日のクリーブランド・キャバリアーズ戦の試合終盤に起用され、｢NBA初のコロンビア人選手｣ 誕生となった。

### 再び欧州へ(2023-)
2023年4月14日、BCリータスへシーズン終了までの契約期間で加入すると発表された。
2023年7月26日、GBLとBCLに所属するプロミテアス・パトラBCへの加入が発表された。GBLでは22試合に出場し、1試合平均20.0分の出場で、12.6得点、5.7リバウンド、1.0ブロック、フリースロー成功率72.4パーセント、BCLでは13試合に出場し、1試合平均19.0分の出場で、11.6得点、4.5リバウンド、フリースロー成功率68.6パーセントという成績を残した。
2024年7月16日、バスケットボール・スーパーリーグに所属するペトキムスポルへの加入が発表された。